# Det röda strecket

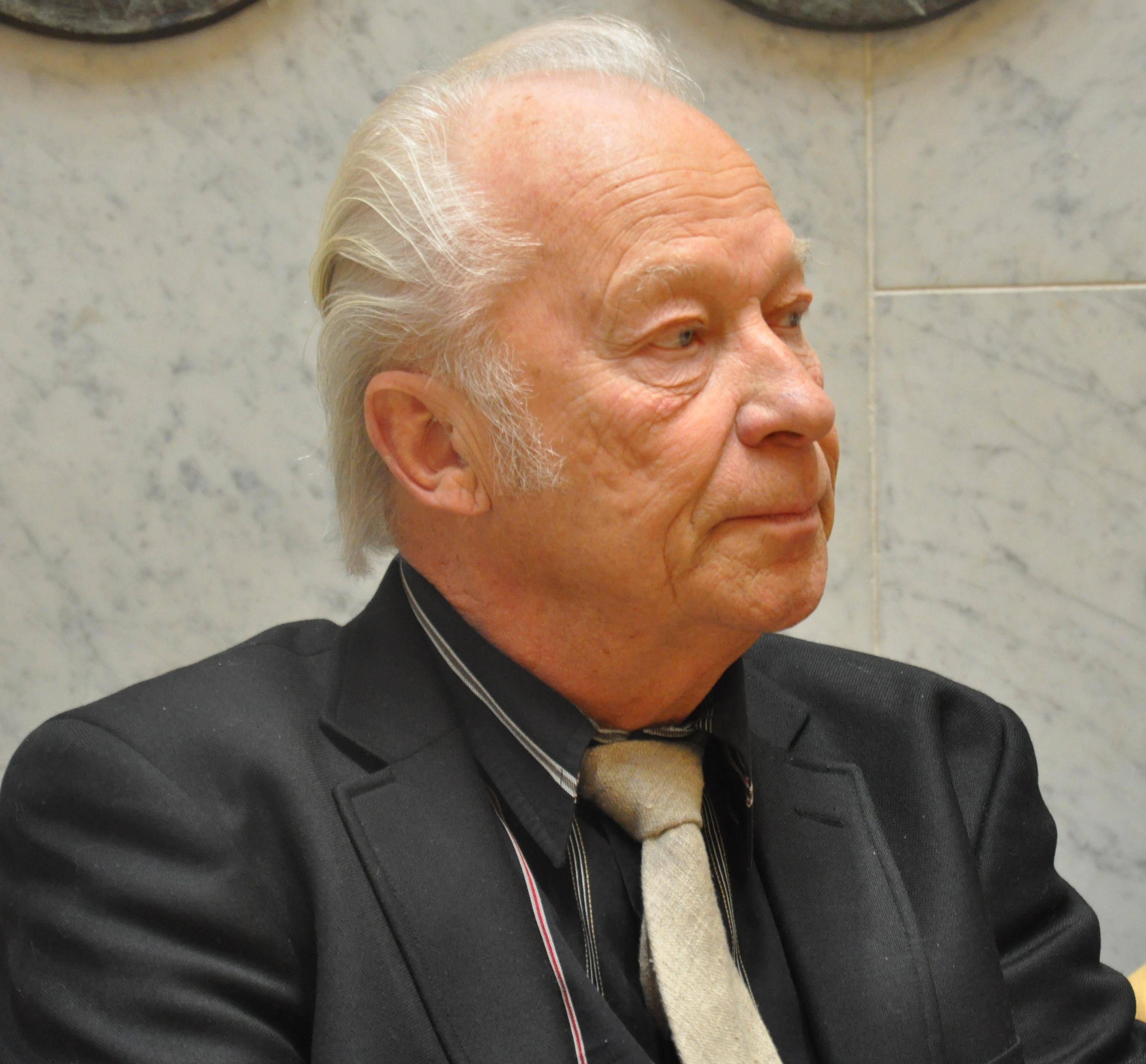
Aulis Sallinen

Det röda strecket (finska: Punainen viiva) är en finsk opera i två akter med musik av Aulis Sallinen. Librettot skrevs av tonsättaren efter Ilmari Kiantos roman med samma namn (1909).

## Historia
Det röda strecket är byggd på Ilmari Kiantos klassiska roman från 1909. Handlingen utspelas 1907 vid tiden för det första valet i Finland då kvinnorna hade rösträtt. Finland var en del av Ryssland men efter det katastrofala Rysk-japanska kriget 1904-05 hade Rysslands grepp om Finland försvagats. Uttrycket "Det röda strecket" anspelar dels på det röda streck som de analfabetiska människorna drog på röstsedeln, dels på det röda blod i slutscenen som rinner ut från hjälten Topis hals ner på snön efter att ha dödats av en björn (den ryska symbolen). Operan uruppfördes den 30 november 1978 på Finlands nationalopera i Helsingfors under musikalisk ledning av Okko Kamu. Svensk premiär den 12 januari 1980 på Stora Teatern i Göteborg.

## Personer
- Topi, en torpare (baryton)
- Riika, hans hustru (sopran)
- Puntarpää, en agitator (tenor)
- Simana Arhippaini, en nasare (bas)
- Den unge prästen (basbaryton)
- Kaisa, granne (alt)
- Jussi, granne (bas)
- Tiina, granne (sopran)
- Kyrkohedern (tenor)
- Raappana, skomakaren (talroll)
- Kunilla, hans hustru (talroll)
- Epra (bas)
- Grannar, bybor, barn (kör)

## Handling

### Akt I
I norra Finland kämpar en fattig torparfamilj desperat för att överleva. Topi finner ett får som dödats av en björn och han svär att döda björnen. Han drömmer att han går till prästen för att be om hjälp för sina barn, men han blir istället uppläxad av prästen för att ha uteblivit från gudstjänsten. Hjälpen anländer för sent och barnen dör. Topi vaknar och skräms av drömmen. En skomakare från Ryssland berättar om oroligheter i landet. Topi och hans hustru Riika bevistar ett politiskt möte där en agitator uppmanar byborna att dra ett rött streck på valsedeln för att en förändring ska ske.

### Akt II
Topi och hans grannar vet inte hur de ska dra strecket på valsedeln då de bara är en hoper fattiga och icke-läskunniga bönder. De hör hundskall - det är björnen som har vaknat ur idet. När valdagen kommer går de för att rösta trots att prästen har varnat dem för vad som ska ske. Topi tar anställning som timmerflottare för att tjäna pengar. Riika väntar på den utlovade förändringen men måste istället bevittna hur hennes barn dör av undernäring. Topi anländer hem lagom för att begrava dem. Nyheten om att valet är vunnet når torparparet. Topi hör hur hundarna skäller och hur deras enda ko råmar. Björnen har vaknat och dödar kon. Topi ger sig av för att strida mot björnen. Riika finner mannen död på marken och med blodet strömmande ut från hans hals som ett rött streck.